# 绍卢瓦-梅尼洛
绍卢瓦-梅尼洛（法語：Choloy-Ménillot，法語發音：[ʃɔlwa menilo]）是法国默尔特-摩泽尔省的一个市镇，位于该省西南部，属于图勒区。该市镇于1969年由原市镇绍卢瓦（Choloy）和梅尼洛（Ménillot）合并而成。

## 地理
绍卢瓦-梅尼洛（48°39'43"N, 5°49'9"E）面积11.95 平方千米，位于法国大東部大區默尔特-摩泽尔省，该省份为法国东北部内陆省份，是洛林的一部分，北邻比利时、卢森堡，北起顺时针与摩泽尔省、下莱茵省、孚日省和默兹省接壤。
与绍卢瓦-梅尼洛接壤的市镇（或旧市镇、城区）包括：栋日耳曼、埃克鲁沃、富镇、里尼拉萨勒、里尼圣马丹、沙尔姆拉科特。
绍卢瓦-梅尼洛的时区为UTC+01:00、UTC+02:00（夏令时）。

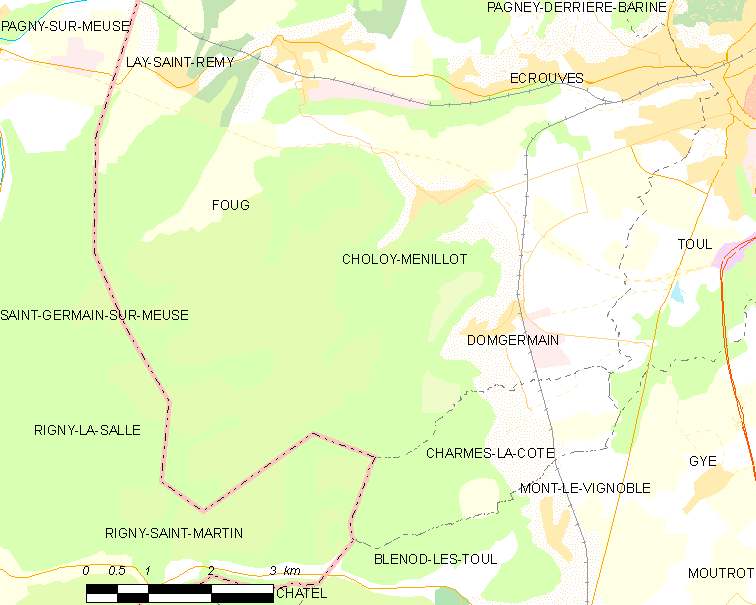
绍卢瓦-梅尼洛的OSM定位图

## 行政
绍卢瓦-梅尼洛的邮政编码为54200，INSEE市镇编码为54128。

## 政治
绍卢瓦-梅尼洛所属的省级选区为图勒县。

## 人口

1962-2008年间绍卢瓦-梅尼洛人口变化图示

绍卢瓦-梅尼洛于2022年1月1日时的人口数量为702人。